# Richard Sterba
Richard F. Sterba (Viena, 6 de mayo de 1898 - Grosse Pointe (Detroit) 24 de octubre de 1989) fue un psicoanalista y médico austriaco discípulo de Sigmund Freud.

## Biografía
Sterba fue el menor de los dos hijos que tuvo el profesor de física y matemática, Joseph Sterba. Admitirá más tarde haber sido el favorito de su madre. A sus 18 peleó en la Primera Guerra Mundial como oficial. Es durante este tiempo que descubre, gracias a ciertos médicos, las obras de Sigmund Freud. Esto le lleva a realizar después de la guerra estudios en medicina en la Universidad de Viena, obteniendo su diploma en 1923.
Habiendo ya decido a trabajar como psiquiatra, trabaja con el profesor Julius Wagner-Jauregg. Es allí donde conoce a Paul Schilder que le enseña el psicoanálisis a pesar de la fuerte oposición de su profesor y en 1924 se hace analizar por Edouard Hitschmann. También en ese año se crea el Instituto Psicoanalítico de Viena dirigido por Helene Deutsch en donde Sterba sigue varios seminarios y en donde es contratado como médico en 1936 por Wilhelm Reich.
En 1936, tres años después de la subida al poder del partido nazi, se le encarga presentar un trabajo en el Instituto donde los nazis estaban ampliamente representados. Sterba, sin embargo, se rehúsa a presentar el trabajo a menos que un colega judío sea también invitado. En 1938, mientras la Alemania nazi se prepara para la anexión de Austria, Sterba y su familia emigran a EE. UU. A partir de 1939 retoma su profesión de doctor en Detroit.
Sterba fue también un violinista talentoso y coleccionista de arte. Se especializó en el psicoanálisis de los artistas y llegó a publicar una biografía de Ludwig van Beethoven y de Miguel Ángel. También contribuyó hasta su muerte en la “Revista Internacional de Psicoanálisis” (“International Journal of Psychoanalysis”).
Formó parte del círculo de los analistas vieneses et y se reunió con Sigmund Freud en varias ocasiones y permaneció fiel a sus ideas aunque también fue influenciado por Wilhelm Reich (antes de que éste se desviara del psicoanálisis). Sterba fue también analista de Bruno Bettelheim y Marie Langer.

## Obra
- “Reminiscences of a Viennese Psychoanalyst”, Wayne State University Press (1982)
- “Teoría psicoanalítica de la libido”, Buenos Aires, Ediciones Hormé (1966)
- Con Editha Sterba, “Beethoven and his nephew”, Pantheon (1954)